# Santuario de Misericordia
El santuario de Misericordia es un santuario catalán localizado en la ciudad de Reus, situado a la salida, al comenzar la carretera de Cambrils. Se llega al santuario por un largo paseo con árboles, al final del cual está el templo, y el vial se bifurca en dos direcciones principales: a la derecha, la avenida de los Países Catalanes; y a la izquierda la avenida de San Bernardo Calbó, ambas forman parte del cinturón de la ciudad, mientras la carretera queda al frente, junto a la izquierda del santuario.
Es de estilo renacentista y el interior está adornado con pinturas al fresco, obra de Josep Franquet, Joaquim Juncosa y Joan Juncosa. Una capilla a la virgen de Belén se construyó en 1602 en el lugar donde supuestamente la Virgen María se apareció a la pastorcilla Isabel Besora y al aumentar la devoción popular se construyó un santuario después de 1650 que concluyó en 1683. El 10 de octubre de 1904 la virgen fue coronada. A finales del siglo XX se finalizó una larga remodelación y reconstrucción de una parte dañada, obra que fue encargada al joven Antoni Gaudí pero rechazada por el estilo demasiado atrevido para la época. En 2004 se realizó la celebración del centenario de la coronación.
La Virgen sólo sale del santuario una vez cada 25 años, y los reusenses le hacen toda clase de regalos y donaciones. Es costumbre entre una parte de la población de Reus casarse no a su parroquia sino en este santuario.